# Puchar Izraela w piłce siatkowej mężczyzn
Puchar Izraela w piłce siatkowej mężczyzn – cykliczne krajowe rozgrywki sportowe, organizowane corocznie od sezonu 1959/1960 przez Izraleski Związek Piłki Siatkowej dla izraelskich męskich klubów siatkarskich.
Pierwszym zdobywcą Pucharu Izraela był klub Hapoel En Szemer. Najwięcej razy Puchar Izraela zdobywały kluby Hapoel Ha-Mapil i Hapoel Matte Aszer (oba po 12 razy).

## Finaliści
| Sezon   | Sezon     | 1. miejsce                                                              | 2. miejsce                                                              | Wynik finału                                                            |
| ------- | --------- | ----------------------------------------------------------------------- | ----------------------------------------------------------------------- | ----------------------------------------------------------------------- |
| I       | 1959/1960 | Hapoel En Szemer                                                        | Hapoel En ha-Choresz                                                    | 3:2                                                                     |
| II      | 1960/1961 | Hapoel En Szemer                                                        | Hapoel Ha-Mapil                                                         | 3:1                                                                     |
| III     | 1961/1962 | Hapoel En Szemer                                                        | Hapoel Sarid                                                            | 3:0                                                                     |
| IV      | 1962/1963 | Hapoel Ha-Mapil                                                         | Hapoel Negba                                                            | 3:1                                                                     |
| V       | 1963/1964 | Hapoel Ha-Mapil                                                         | Hapoel En ha-Choresz                                                    | 3:0                                                                     |
| VI      | 1964/1965 | Hapoel Ha-Mapil                                                         | Hapoel En ha-Choresz                                                    | 3:0                                                                     |
| VII     | 1965/1966 | Hapoel Ha-Mapil                                                         | Hapoel Na’an                                                            | 3:1                                                                     |
| VIII    | 1966/1967 | Hapoel Ha-Mapil                                                         | Elitzur Tel Awiw                                                        | 3:0                                                                     |
| IX      | 1967/1968 | Hapoel Ha-Mapil                                                         | Elitzur Tel Awiw                                                        | 3:0                                                                     |
| X       | 1968/1969 | Hapoel Ha-Mapil                                                         | Hapoel En ha-Choresz                                                    | 3:0                                                                     |
| XI      | 1969/1970 | Hapoel Ha-Mapil                                                         | Hapoel Chanita                                                          | 3:0                                                                     |
| XII     | 1970/1971 | Hapoel Bet Zera/Afikim                                                  | Hapoel En ha-Mifrac                                                     | 3:1                                                                     |
| XIII    | 1971/1972 | Hapoel En ha-Mifrac/Kfar Masaryk                                        | Hapoel Ha-Mapil                                                         | 3:1                                                                     |
| XIV     | 1972/1973 | Hapoel Ha-Ogen                                                          | Hapoel Bet Zera                                                         | 3:0                                                                     |
| —       | 1973/1974 |                                                                         |                                                                         |                                                                         |
| XV      | 1974/1975 | Hapoel Chanita                                                          | Hapoel Kirjat Atta                                                      | 3:1                                                                     |
| XVI     | 1975/1976 | Hapoel Ha-Ogen                                                          | Maccabi Tel Awiw                                                        | 3:2                                                                     |
| XVII    | 1976/1977 | Hapoel Ramat Awiw                                                       | Maccabi Tel Awiw                                                        | 3:2                                                                     |
| XVIII   | 1977/1978 | Hapoel Ha-Mapil                                                         | Hapoel Kirjat Atta                                                      | 3:2                                                                     |
| XIX     | 1978/1979 | Hapoel Kirjat Atta                                                      | Hapoel Ha-Ogen                                                          | 3:2                                                                     |
| XX      | 1979/1980 | Hapoel Kirjat Atta                                                      | Hapoel Ha-Mapil                                                         | 3:2                                                                     |
| XXI     | 1980/1981 | Hapoel Ha-Mapil                                                         | Hapoel Kirjat Atta                                                      | 3:0                                                                     |
| XXII    | 1981/1982 | Hapoel Ha-Ogen                                                          | brak danych                                                             | brak danych                                                             |
| XXIII   | 1982/1983 | Hapoel Jo’aw Kefar Sawa                                                 | Hapoel Chanita                                                          | brak danych                                                             |
| XXIV    | 1983/1984 | Hapoel Ha-Mapil                                                         | Hapoel Chanita                                                          | 3:1                                                                     |
| XXV     | 1984/1985 | Hapoel Ha-Mapil                                                         | Elitzur Tel Awiw                                                        | 3:0                                                                     |
| XXVI    | 1985/1986 | Hapoel Bat Jam                                                          | Hapoel Kirjat Atta                                                      | 3:1                                                                     |
| XXVII   | 1986/1987 | Hapoel Matte Aszer                                                      | Hapoel Ha-Mapil                                                         | 3:0                                                                     |
| XXVIII  | 1987/1988 | Hapoel Matte Aszer                                                      | Hapoel Kirjat Atta                                                      | 3:0                                                                     |
| XXIX    | 1988/1989 | Hapoel Bat Jam                                                          | Maccabi Tel Awiw                                                        | 3:1                                                                     |
| XXX     | 1989/1990 | Hapoel Bat Jam                                                          | Hapoel Kirjat Atta                                                      | 3:0                                                                     |
| XXXI    | 1990/1991 | Hapoel Bat Jam                                                          | brak danych                                                             | brak danych                                                             |
| XXXII   | 1991/1992 | Hapoel ha-Amakim                                                        | brak danych                                                             | brak danych                                                             |
| XXXIII  | 1992/1993 | Maccabi Tel Awiw                                                        | brak danych                                                             | brak danych                                                             |
| XXXIV   | 1993/1994 | Hapoel Bat Jam                                                          | Maccabi Tel Awiw                                                        | 3:1                                                                     |
| XXXV    | 1994/1995 | Hapoel ha-Amakim                                                        | brak danych                                                             | brak danych                                                             |
| XXXVI   | 1995/1996 | Hapoel ha-Amakim                                                        | brak danych                                                             | brak danych                                                             |
| XXXVII  | 1996/1997 | Hapoel Bat Jam                                                          | Hapoel Jo’aw Kefar Sawa                                                 | 3:1                                                                     |
| XXXVIII | 1997/1998 | Maccabi Tel Awiw                                                        | Hapoel Matte Aszer                                                      | 3:1                                                                     |
| XXXIX   | 1998/1999 | Hapoel Matte Aszer                                                      | Hapoel Kirjat Atta                                                      | 3:0                                                                     |
| XL      | 1999/2000 | Hapoel Chacor/Be’er Towijja                                             | Hapoel Kirjat Atta                                                      | 3:1                                                                     |
| XLI     | 2000/2001 | Hapoel Jo’aw Kefar Sawa                                                 | Hapoel Chacor/Be’er Towijja                                             | 3:1                                                                     |
| XLII    | 2001/2002 | Hapoel Matte Aszer                                                      | Hapoel Chacor/Be’er Towijja                                             | 3:0                                                                     |
| XLIII   | 2002/2003 | Hapoel Matte Aszer                                                      | Maccabi Mosinzon Hod ha-Szaron                                          | 3:0                                                                     |
| XLIV    | 2003/2004 | Hapoel Kirjat Atta                                                      | brak danych                                                             | brak danych                                                             |
| XLV     | 2004/2005 | Hapoel Kirjat Atta                                                      | Hapoel Chacor/Be’er Towijja                                             | 3:1                                                                     |
| XLVI    | 2005/2006 | Hapoel Jo’aw Kefar Sawa                                                 | Hapoel Kirjat Atta                                                      | 3:2                                                                     |
| XLVII   | 2006/2007 | Maccabi Mosinzon Hod ha-Szaron                                          | Maccabi Tel Awiw                                                        | 3:2                                                                     |
| XLVIII  | 2007/2008 | Maccabi Tel Awiw                                                        | Maccabi Mosinzon Hod ha-Szaron                                          | 3:0                                                                     |
| XLIX    | 2008/2009 | Maccabi Tel Awiw                                                        | Hapoel Matte Aszer                                                      | 3:2                                                                     |
| L       | 2009/2010 | Maccabi Tel Awiw                                                        | Hapoel Matte Aszer                                                      | 3:1                                                                     |
| LI      | 2010/2011 | Maccabi Tel Awiw                                                        | Hapoel Matte Aszer                                                      | 3:2 (25:14, 17:25, 25:13, 24:26, 15:12)                                 |
| LII     | 2011/2012 | Maccabi Tel Awiw                                                        | Hapoel Jo’aw Kefar Sawa                                                 | 3:0 (25:16, 25:19, 25:22)                                               |
| LIII    | 2012/2013 | Hapoel Matte Aszer                                                      | Hapoel Ha-Mapil/Menasze/Emek Chefer                                     | 3:0                                                                     |
| LIV     | 2013/2014 | Hapoel Matte Aszer                                                      | Maccabi Tel Awiw                                                        | 3:2                                                                     |
| LV      | 2014/2015 | Hapoel Matte Aszer                                                      | Hapoel Jo’aw Kefar Sawa                                                 | 3:0                                                                     |
| LVI     | 2015/2016 | Hapoel Matte Aszer                                                      | Hapoel Jo’aw Kefar Sawa                                                 | 3:2                                                                     |
| LVII    | 2016/2017 | Hapoel Matte Aszer                                                      | Maccabi Tel Awiw                                                        | 3:0 (25:20, 25:16, 25:18)                                               |
| LVIII   | 2017/2018 | Hapoel Matte Aszer                                                      | Maccabi Tel Awiw                                                        | 3:1 (27:29, 29:27, 25:18, 25:21)                                        |
| LIX     | 2018/2019 | Hapoel Matte Aszer                                                      | Maccabi Tel Awiw                                                        | 3:0 (25:20, 25:22, 25:15)                                               |
| LX      | 2019/2020 | Z powodu pandemii COVID-19 rozgrywki zostały przerwane i niedokończone. | Z powodu pandemii COVID-19 rozgrywki zostały przerwane i niedokończone. | Z powodu pandemii COVID-19 rozgrywki zostały przerwane i niedokończone. |
| LXI     | 2020/2021 | Maccabi Yaadim Tel Awiw                                                 | Hapoel Jo’aw Kefar Sawa                                                 | 3:1 (21:25, 25:19, 27:25, 25:23)                                        |
| LXII    | 2021/2022 | Hapoel Matte Aszer                                                      | VC Eilabun                                                              | 3:0 (25:15, 25:15, 25:14)                                               |
| LXIII   | 2022/2023 | Maccabi Yaadim Tel Awiw                                                 | Hapoel Galil Matte Aszer                                                | 3:0 (26:24, 25:13, 25:17)                                               |
| LXIV    | 2023/2024 | Maccabi Yaadim Tel Awiw                                                 | Hapoel Galil Matte Aszer                                                | 3:1 (25:17, 25:22, 21:25, 25:21)                                        |
| LXV     | 2024/2025 | Maccabi Yaadim Tel Awiw                                                 | Maccabi Mosinzon Hod ha-Szaron                                          | 3:0 (25:20, 25:18, 25:17)                                               |

## Bilans klubów
| Klub                             | złoto |
| -------------------------------- | ----- |
| Hapoel Matte Aszer               | 13    |
| Hapoel Ha-Mapil                  | 12    |
| Maccabi Tel Awiw                 | 11    |
| Hapoel Bat Jam                   | 6     |
| Hapoel Kirjat Atta               | 4     |
| Hapoel En Szemer                 | 3     |
| Hapoel ha-Amakim                 | 3     |
| Hapoel Ha-Ogen                   | 3     |
| Hapoel Jo’aw Kefar Sawa          | 3     |
| Hapoel Bet Zera/Afikim           | 1     |
| Hapoel Chacor/Be’er Towijja      | 1     |
| Hapoel Chanita                   | 1     |
| Hapoel En ha-Mifrac/Kfar Masaryk | 1     |
| Hapoel Ramat Awiw                | 1     |
| Maccabi Hod ha-Szaron            | 1     |